# Коммот
Коммот (валл. cwmwd) — единица административного деления средневекового Уэльса, меньшая чем кантрев.

## Кантрев и коммот

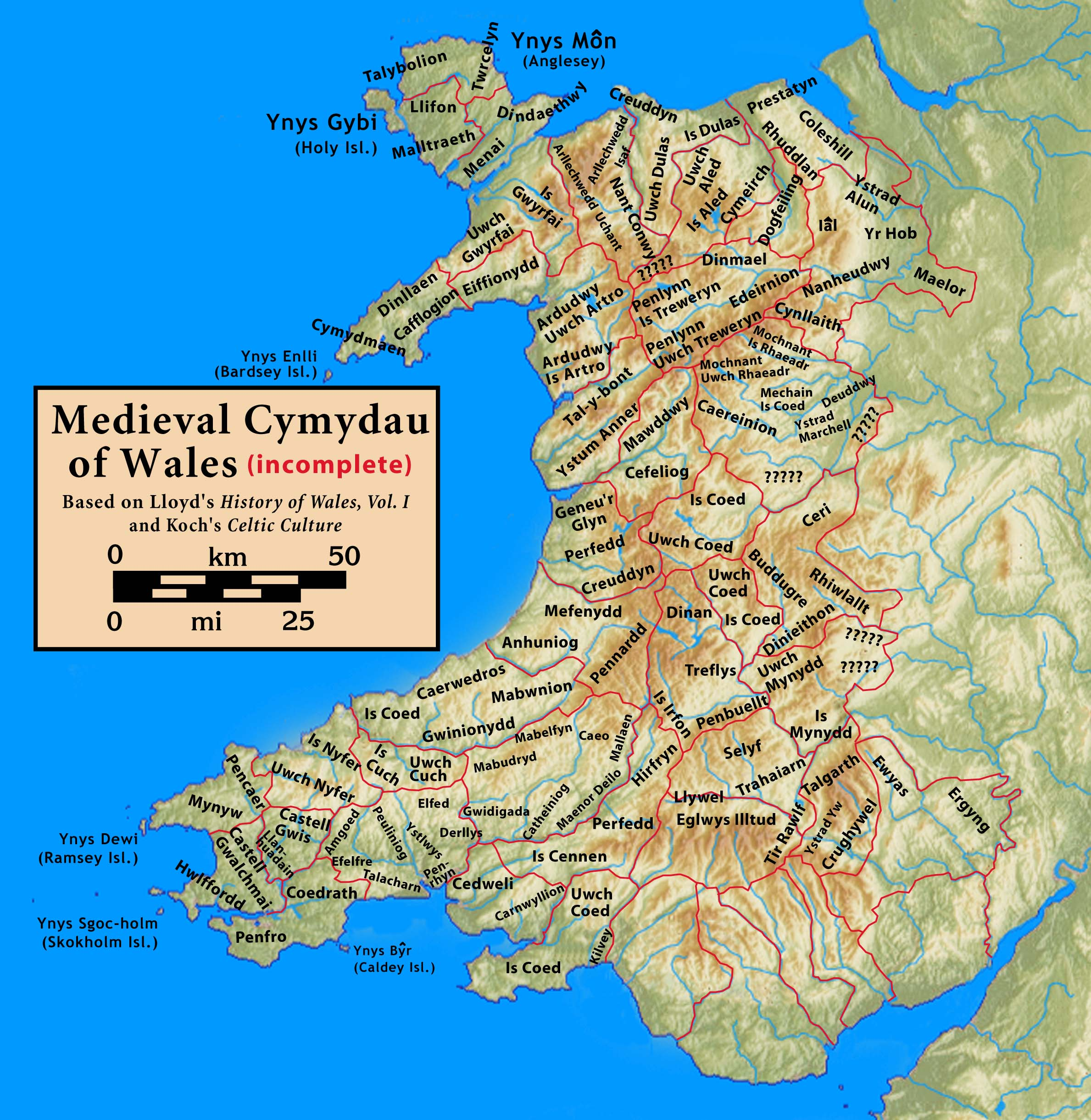
Коммоты средневекового Уэльса

В средние века весь Уэльс делился на кантревы, а те — на коммоты (валл. cymydau, ед. ч. cwmwd). Предполагается, что деление на кантревы предшествовало делению на коммоты. Размер кантревов мог быть разным: большинство делилось на два-три коммота, но в крупнейший кантрев — Кантрев Маур, или Большой Кантрев, — в Истрад-Тиви (сейчас графство Кармартеншир) входили семь коммотов.

## Теория
Есть мнение, что коммоты отражают не столько введенное сверху административное деление Уэльса, сколько этапы освоения его территории. Каждая завоеванная норманнами часть земли становилась новым коммотом (по принципу, который потом использовали американские колонисты Дикого Запада, продвигавшие Фронтир в сторону Тихого океана и создавая на освоенной земле новые штаты с графствами и округами).